# Desculț
Desculț este un roman autobiografic, scris de Zaharia Stancu între anii 1947–1948 și publicat pentru prima dată în decembrie 1948. A fost promovat masiv în țară și în afara granițelor, fiind cea mai tradusă carte a unui autor român în afara țării.

## Istoric
Romanul a fost publicat de 16 ori în România, în timpul vieții autorului, fiecare ediție conținând adăugiri și eliminări de text. A apărut de 36 de ori în străinătate (în Japonia, Europa, țările nordice, America de Nord și Asia), fiind tradus în 24 de limbi. 
Desculț constituie un moment important în cariera autorului și a cunoscut la momentul apariției un real succes la public, cât și o critică favorabilă. Cartea reprezintă în același timp și o etapă marcantă în dezvoltarea scrierilor în proză contemporane autorului.

## Structura romanului
Din punct de vedere narativ, poate fi descris ca fiind un roman autobiografic, liric, memorialistic sau ceea ce în lumea saxonă se numește ca fiind un Bildungsroman.
Pilonul central al romanului îl constituie momentul Răscoalei din 1907, cartea avându-l drept personaj principal pe Darie, un copil încercat de greutăți, din viața căruia, aparent, pare să lipsească copilăria.